# Online betalen
Door de toenemende digitalisering is het tegenwoordig mogelijk om online te betalen. Dit kan onder andere met iDEAL, met PayPal en met een creditcard. Online betalen zorgt ervoor dat je op ieder moment van de dag, zolang er internet aanwezig is, een betaling kan regelen. Steeds meer betalingen worden online geregeld en online wordt ook een steeds groter bedrag uitgegeven.
De groeiende verwerkingscapaciteit en complexiteit van informatietechnologie hebben er echter voor gezorgd dat privacy een steeds belangrijker onderwerp is geworden Online betalen brengt namelijk een risico met zich mee dat dit de privacy van gebruikers kan aantasten door gaten in de beveiliging. Om privacy te waarborgen is het belangrijk om een veilige verbinding te maken tussen de bank en de gebruiker. De bank heeft hier een belangrijke rol in door te zorgen voor een uitstekende beveiliging middels encryptie, autorisatie en firewalls.